# Lou Barletta
Lou Barletta (ur. 28 stycznia 1956) – amerykański polityk, członek Partii Republikańskiej. W latach 2011-2019 był przedstawicielem jedenastego okręgu wyborczego w stanie Pensylwania do Izby Reprezentantów Stanów Zjednoczonych.